# 롯폰기 클라쓰
롯폰기 클라쓰(일본어: 六本木クラス)는 2022년 7월 7일부터 9월 29일까지 TV 아사히에서 방송하고 있는 목요드라마로, 《이태원 클라쓰》를 리메이크한 텔레비전 드라마이다. 주연은 타케우치 료마이다. 이 작품은 조광진의 원작 웹툰으로 알려진 이태원 클라쓰를 JTBC에 의해 드라마화한 이태원 클라쓰를 일본에 현지화시켜서 번안한 일본 드라마이기도 하지만, 주 무대는 도쿄도 미나토구 롯폰기이다.

## 편성 정보
- 방송일 : 매주 목요일 21:00 ~ 21:54
- 해당 채널 : TV 아사히
- 추가 편성 : OCN
- 총 편성수 : 13부작
- 편성 기간 : 2022년 7월 7일~9월 29일

## 출연진
※ 출연진 중 특별 출연만 기재 대상에서 제외.
주요 인물
- 타케우치 료마
- 아라키 유코
- 히라테 유리나
- 사오토메 타이치
- 카가와 테루유키

그 외
- 나카오 아키요시
- 호나 이코카(일본어판)
- 스즈카 오시(일본어판)
- 이나모리 이즈미
- 오오타 나오
- 미츠이시 켄
- 오가타 나오토
- 야모토 유마
- 다나카 미치코(일본어판)
- 호리우치 게이코(일본어판)
- 마쓰다 겐지(일본어판, 중국어판)

## 특이 사항
롯폰기 클라쓰는 대한민국에서는 TVING을 통해 독점 제공되고 있다.

## 같이 보기
- 이태원 클라쓰 (드라마) - 원작이지만, JTBC에서 방송하였던 드라마
- 이태원 클라쓰 - 상기의 두 드라마와 관련된 본래의 웹툰